# Szojuz–34
A Szojuz–34 (oroszul: Союз 34) szovjet háromszemélyes, kétszemélyessé átalakított szkafanderes személyszállító, szabványos rendszerben épített Szojuz űrhajó. A szovjet-magyar közös űrutazásra tervezett űrhajó személyzet nélkül, automatikus üzemmódban érkezett a Szaljut–6 űrállomáshoz. A magyar űrhajósnak még egy évet kellett várnia az űrrepülésre.

## Küldetés
Fő feladata a Szojuz–32 biztonsági űrhajó leváltása. A leválasztott teherűrhajó helyére, személyzet nélkül érkezett, leváltva a 108 napos űrbeli tartózkodást meghaladó Szojuz–32 egységet. A Szojuzok űrbeli tartózkodásának üzemidejét 90 napra tervezték. A hosszú üzemidőt a Szojuz–33 sikertelen dokkolása okozta.

## Jellemzői
Központi tervező iroda CKBEM <= Центральное конструкторское бюро экспериментального машиностроения (ЦКБЕМ)> (OKB-1 <= ОКБ-1>, most OAO RKK Energiya im. SP Korolev <= ОАО РКК Энергия им. С. П. Королёва> – Központi Kísérleti Gépgyártási Tervezőiroda). Az űrhajót kis átalakítással emberes programra, teherszállításra és mentésre (leszállásra) tervezték.
1979. június 6-án a Bajkonuri űrrepülőtér indítóállomásról egy Szojuz hordozórakéta (11А511U) juttatta Föld körüli, közeli körpályára. Az orbitális egység pályája 88.9 perces, 51.6 fokos hajlásszögű, elliptikus pálya-perigeuma 199 kilométer, apogeuma 271 kilométer volt. Hasznos tömege 6860 kilogramm. Szerkezeti felépítését tekintve a Szojuz űrhajó napelemtáblák nélküli változatával megegyező. Akkumulátorait az űrállomás napelemtáblái által előállított energiával tartották üzemkész állapotban. Összesen 73 napot, 18 órát, 16 percet és 45 másodpercet töltött a világűrben. Összesen 1200 alkalommal kerülte meg a Földet.
Augusztus 19-én belépett a légkörbe, a visszatérés hagyományos módon – ejtőernyős leereszkedés – történt, Zsezkazgantól 170 kilométerre délkeletre értek Földet.

## Személyzet
(zárójelben a küldetések száma a Szojuz–34-gyel együtt)

### Indításkor
- űrhajósok nélkül

### Leszálláskor
- Vlagyimir Afanaszjevics Ljahov (1) űrhajós parancsnok
- Valerij Viktorovics Rjumin (2) kutatómérnök-pilóta